# Polskie Towarzystwo Statystyczne
Polskie Towarzystwo Statystyczne (PTS) powstało w Krakowie w 1912 r. Jest jednym z najstarszych stowarzyszeń statystycznych na świecie. Pierwszym prezesem PTS był Juliusz Leo, profesor Uniwersytetu Jagiellońskiego i jednocześnie prezydent Krakowa. Głównym celem PTS w okresie przed I wojną światową było przygotowanie opracowania pokazującego w ujęciu statystycznym ziemie polskie od czasów najdawniejszych do współczesności. Zostało ono opublikowane w Krakowie w 1915 r. pod tytułem „Statystyka Polski”.
W czasie I wojny światowej PTS nie działało. W 1917 r. w Warszawie powstało Towarzystwo Ekonomistów i Statystyków Polskich (TEiSP). W jego ramach została utworzona Sekcja Statystyki, którą kierował profesor Ludwik Krzywicki. W roku 1937 Sekcja Statystyki TEiSP przekształciła się w odrębne Polskie Towarzystwo Statystyczne, którego prezesem został profesor Edward Szturm de Sztrem, ówczesny prezes Głównego Urzędu Statystycznego. Organem PTS był kwartalnik pt. „Przegląd Statystyczny”. W 1939 r. PTS liczyło około 290 członków rzeczywistych i około 30 tzw. członków wspierających z różnych instytucji.
Po wybuchu II wojny światowej prace PTS zostały zawieszone. Kolejny okres działalności PTS rozpoczął się w kwietniu 1947 r. Prezesem został wówczas profesor Stefan Szulc. Wznowiono wydawanie „Przeglądu Statystycznego”.
Po 1950 r. działalność PTS zanikła, a w 1953 r. zapadła decyzja o jego likwidacji, wprowadzona w życie w 1955 r. Część członków przeniosła się do Polskiego Towarzystwa Ekonomicznego, gdzie powstała Sekcja Statystyki.
Kolejne reaktywowanie PTS nastąpiło w kwietniu 1981 r. Zgromadzenie Założycielskie powołało Tymczasową Radę Główną, która opracowała nowy statut PTS. W listopadzie 1982 r. Walne Zgromadzenie wybrało Radę Główną, której prezesem został profesor Mikołaj Latuch. W kolejnych kadencjach działalności PTS przewodniczyli: profesor Jan Kordos (1985–1990 i 1990–1994), dr Kazimierz Kruszka (2005–2010), profesor Czesław Domański (1994–2000, 2000–2005 i 2010–2018) oraz profesor Waldemar Tarczyński (od 2019 r.). W 1987 r. przy Radzie Głównej PTS zostało utworzone Biuro Badań i Analiz Statystycznych (BBiAS). W Polskim Towarzystwie Statystycznym działają aktualnie trzy sekcje: Historyczna, Klasyfikacji i Analizy Danych oraz Statystyki Matematycznej. W latach 1985–1994 rozbudowane zostały struktury terenowe Towarzystwa, a liczba jego członków wzrosła do około 800. W 1993 r. zaczęło ukazywać się czasopismo PTS o charakterze międzynarodowym pt. „Statistics in Transition”. Polskie Towarzystwo Statystyczne wspólnie z Głównym Urzędem Statystycznym redaguje miesięcznik „Wiadomości Statystyczne”.
Aktualnie Polskie Towarzystwo Statystyczne ma około 750 członków, zorganizowanych w 17 oddziałach. Od 1994 r. PTS jest afiliowanym członkiem Międzynarodowego Instytutu Statystycznego.
W 2008 r. decyzją Rady Głównej PTS, Komitetu Statystyki i Ekonometrii PAN oraz Prezesa GUS ustanowiono 9 marca Dniem Statystyki Polskiej. Jest on wyrazem pamięci o rocznicy pierwszego Spisu Powszechnego uchwalonego przez Sejm Czteroletni 9 marca 1789 r. W dniach 18–20 kwietnia 2012 roku obradował w Poznaniu Kongres Statystyki Polskiej, inaugurujący uroczyste obchody 100-lecia Polskiego Towarzystwa Statystycznego. Było to wydarzenie o międzynarodowym wymiarze, nad którym Honorowy Patronat objął Prezydent Rzeczypospolitej Polskiej Bronisław Komorowski.